# Sportpark Faas Wilkes
Le Sportpark Faas Wilkes, auparavant connu sous le nom de Sportpark Wollefoppen, est un stade néerlandais de football situé dans la ville de Rotterdam.
Doté d'une capacité de 3 500 spectateurs, le stade sert d'enceinte à domicile pour l'équipe de football du XerxesDZB.

## Histoire
Le stade porte le nom du footballeur Faas Wilkes, ancienne gloire du XerxesDZB.
Le parc des sports comprend quatre terrains de jeux pour les seniors et deux terrains pour les équipes de jeunes.